# 2000年の日本
2000年の日本（2000ねんのにほん）では、2000年（平成12年）の日本の出来事・流行・世相などについてまとめる。

## 他の紀年法
日本では、西暦の他にも以下の紀年法を使用している。なお、以下の紀年法は西暦と月日が一致している。
- 元号
  - 平成12年
- 神武天皇即位紀元
  - 皇紀2660年
- 干支
  - 庚辰（かのえ たつ）

## カレンダー
| 1月 |    |    |    |    |    |    |
| 日  | 月 | 火 | 水 | 木 | 金 | 土 |
|     |    |    |    |    |    | 1  |
| 2   | 3  | 4  | 5  | 6  | 7  | 8  |
| 9   | 10 | 11 | 12 | 13 | 14 | 15 |
| 16  | 17 | 18 | 19 | 20 | 21 | 22 |
| 23  | 24 | 25 | 26 | 27 | 28 | 29 |
| 30  | 31 |    |    |    |    |    |
|     |    |    |    |    |    |    |

| 2月 |    |    |    |    |    |    |
| 日  | 月 | 火 | 水 | 木 | 金 | 土 |
|     |    | 1  | 2  | 3  | 4  | 5  |
| 6   | 7  | 8  | 9  | 10 | 11 | 12 |
| 13  | 14 | 15 | 16 | 17 | 18 | 19 |
| 20  | 21 | 22 | 23 | 24 | 25 | 26 |
| 27  | 28 | 29 |    |    |    |    |
|     |    |    |    |    |    |    |

| 3月 |    |    |    |    |    |    |
| 日  | 月 | 火 | 水 | 木 | 金 | 土 |
|     |    |    | 1  | 2  | 3  | 4  |
| 5   | 6  | 7  | 8  | 9  | 10 | 11 |
| 12  | 13 | 14 | 15 | 16 | 17 | 18 |
| 19  | 20 | 21 | 22 | 23 | 24 | 25 |
| 26  | 27 | 28 | 29 | 30 | 31 |    |
|     |    |    |    |    |    |    |

| 4月 |    |    |    |    |    |    |
| 日  | 月 | 火 | 水 | 木 | 金 | 土 |
|     |    |    |    |    |    | 1  |
| 2   | 3  | 4  | 5  | 6  | 7  | 8  |
| 9   | 10 | 11 | 12 | 13 | 14 | 15 |
| 16  | 17 | 18 | 19 | 20 | 21 | 22 |
| 23  | 24 | 25 | 26 | 27 | 28 | 29 |
| 30  |    |    |    |    |    |    |
|     |    |    |    |    |    |    |

| 5月 |    |    |    |    |    |    |
| 日  | 月 | 火 | 水 | 木 | 金 | 土 |
|     | 1  | 2  | 3  | 4  | 5  | 6  |
| 7   | 8  | 9  | 10 | 11 | 12 | 13 |
| 14  | 15 | 16 | 17 | 18 | 19 | 20 |
| 21  | 22 | 23 | 24 | 25 | 26 | 27 |
| 28  | 29 | 30 | 31 |    |    |    |
|     |    |    |    |    |    |    |

| 6月 |    |    |    |    |    |    |
| 日  | 月 | 火 | 水 | 木 | 金 | 土 |
|     |    |    |    | 1  | 2  | 3  |
| 4   | 5  | 6  | 7  | 8  | 9  | 10 |
| 11  | 12 | 13 | 14 | 15 | 16 | 17 |
| 18  | 19 | 20 | 21 | 22 | 23 | 24 |
| 25  | 26 | 27 | 28 | 29 | 30 |    |
|     |    |    |    |    |    |    |

| 7月 |    |    |    |    |    |    |
| 日  | 月 | 火 | 水 | 木 | 金 | 土 |
|     |    |    |    |    |    | 1  |
| 2   | 3  | 4  | 5  | 6  | 7  | 8  |
| 9   | 10 | 11 | 12 | 13 | 14 | 15 |
| 16  | 17 | 18 | 19 | 20 | 21 | 22 |
| 23  | 24 | 25 | 26 | 27 | 28 | 29 |
| 30  | 31 |    |    |    |    |    |
|     |    |    |    |    |    |    |

| 8月 |    |    |    |    |    |    |
| 日  | 月 | 火 | 水 | 木 | 金 | 土 |
|     |    | 1  | 2  | 3  | 4  | 5  |
| 6   | 7  | 8  | 9  | 10 | 11 | 12 |
| 13  | 14 | 15 | 16 | 17 | 18 | 19 |
| 20  | 21 | 22 | 23 | 24 | 25 | 26 |
| 27  | 28 | 29 | 30 | 31 |    |    |
|     |    |    |    |    |    |    |

| 9月 |    |    |    |    |    |    |
| 日  | 月 | 火 | 水 | 木 | 金 | 土 |
|     |    |    |    |    | 1  | 2  |
| 3   | 4  | 5  | 6  | 7  | 8  | 9  |
| 10  | 11 | 12 | 13 | 14 | 15 | 16 |
| 17  | 18 | 19 | 20 | 21 | 22 | 23 |
| 24  | 25 | 26 | 27 | 28 | 29 | 30 |
|     |    |    |    |    |    |    |

| 10月 |    |    |    |    |    |    |
| 日   | 月 | 火 | 水 | 木 | 金 | 土 |
| 1    | 2  | 3  | 4  | 5  | 6  | 7  |
| 8    | 9  | 10 | 11 | 12 | 13 | 14 |
| 15   | 16 | 17 | 18 | 19 | 20 | 21 |
| 22   | 23 | 24 | 25 | 26 | 27 | 28 |
| 29   | 30 | 31 |    |    |    |    |
|      |    |    |    |    |    |    |

| 11月 |    |    |    |    |    |    |
| 日   | 月 | 火 | 水 | 木 | 金 | 土 |
|      |    |    | 1  | 2  | 3  | 4  |
| 5    | 6  | 7  | 8  | 9  | 10 | 11 |
| 12   | 13 | 14 | 15 | 16 | 17 | 18 |
| 19   | 20 | 21 | 22 | 23 | 24 | 25 |
| 26   | 27 | 28 | 29 | 30 |    |    |
|      |    |    |    |    |    |    |

| 12月 |    |    |    |    |    |    |
| 日   | 月 | 火 | 水 | 木 | 金 | 土 |
|      |    |    |    |    | 1  | 2  |
| 3    | 4  | 5  | 6  | 7  | 8  | 9  |
| 10   | 11 | 12 | 13 | 14 | 15 | 16 |
| 17   | 18 | 19 | 20 | 21 | 22 | 23 |
| 24   | 25 | 26 | 27 | 28 | 29 | 30 |
| 31   |    |    |    |    |    |    |
|      |    |    |    |    |    |    |

## 在職者
- 天皇: 明仁
- 内閣総理大臣: 小渕恵三（自由民主党）、4月5日より森喜朗（自由民主党）
- 内閣官房長官: 青木幹雄（自由民主党）、7月4日より中川秀直（自由民主党）、10月27日より福田康夫（自由民主党）
- 最高裁判所長官: 山口繁
- 衆議院議長: 6月2日まで伊藤宗一郎（自由民主党）、7月4日より綿貫民輔（自由民主党）
- 参議院議長: 10月19日まで斎藤十朗（自由民主党）、より井上裕（自由民主党）
- 国会: 第147回 (常会, 1月20日-6月2日)、第148回 (特別会, 7月4日-6日)、第149回 (臨時会, 7月28日-8月9日)、第150回 (臨時会, 9月21日-12月1日)

## 世相
- パラパラ（第三次パラパラブーム）やキックスケーターが流行。
- 警察不祥事・食品事故・医療ミスの多発と隠蔽など社会信用失墜の年。
- 児童虐待・少年犯罪（17歳の相次ぐ凶行）が深刻化。また、ストーカー行為を規制するための法律（ストーカー規制法）も施行された。

### 2000年の流行語
「おっはー」（慎吾ママ）、「IT革命」が新語・流行語大賞の年間大賞を受賞した（その他の受賞語は後節「#流行語」も参照）。

### 2000年の漢字
「金」・・・シドニーオリンピックで女子柔道の田村亮子、女子フルマラソンの高橋尚子が金メダルを獲得。また、金大中と金正日による初の南北首脳会談が実現。

### 周年
- 1月17日 - 阪神・淡路大震災から5年。
- 8月12日 - 日本航空123便墜落事故から15年。

### その他
本年は20世紀最後の年で、「ミレニアム」とも呼称された。

## できごと

### 1月
- 1月1日
  - コンピュータの2000年問題の発生が注目されたが、大きな問題などは起こらずに無事年越しを迎えた[1][2][3]。
  - 大阪府寝屋川市・枚方市などで電話番号が大幅改正（市外局番が「0720」から「072」へ変更され、2桁だった市内局番は頭に「8」が付く3桁となった。
- 1月10日
  - 成人の日。本年より成人の日はいわゆるハッピーマンデー制度が適用され1月第2月曜日となった。
  - 多摩都市モノレール立川北駅 - 多摩センター駅間延伸開業。
- 名古屋市地下鉄4号線大曽根駅 - 砂田橋駅間延伸開業。
- 1月26日 - サザンオールスターズが通算44枚目となるシングル「TSUNAMI」を発売。当時の歴代シングルCD売上1位を記録（293.6万枚）。
- 1月28日 - 小学校4年生だった1990年11月13日に新潟県三条市で行方不明になっていた少女（当時19歳）が同県柏崎市内の民家で保護され、それまで民家の住人の男により長期間（3363日）にわたり監禁されていたことが判明[4]。
- 1月30日 - 『仮面ライダークウガ』放送開始。仮面ライダーシリーズが約10年振りに復活し、平成仮面ライダーシリーズの第1作目となる。

### 2月
- 2月6日 - 大阪府知事選で太田房江が当選。日本初の女性都道府県知事が誕生[1]。
- 2月12日 - 巨人・長嶋茂雄監督が背番号をそれまでの「33」から現役時代と同じ「3」に変更する。
- 2月13日
  - グリコ・森永事件時効。
  - 10年前の店舗火災の影響で業績が悪化した長崎屋が会社更生法の適用を申請。キョウデンがスポンサーとなる。
- 2月22日
  - 東京証券取引所でヤフージャパンが1億6790万0000円の最高値を記録。
  - 成田ミイラ化遺体事件で千葉県警察本部はライフスペース主宰者高橋弘二ら8人を逮捕。

### 3月

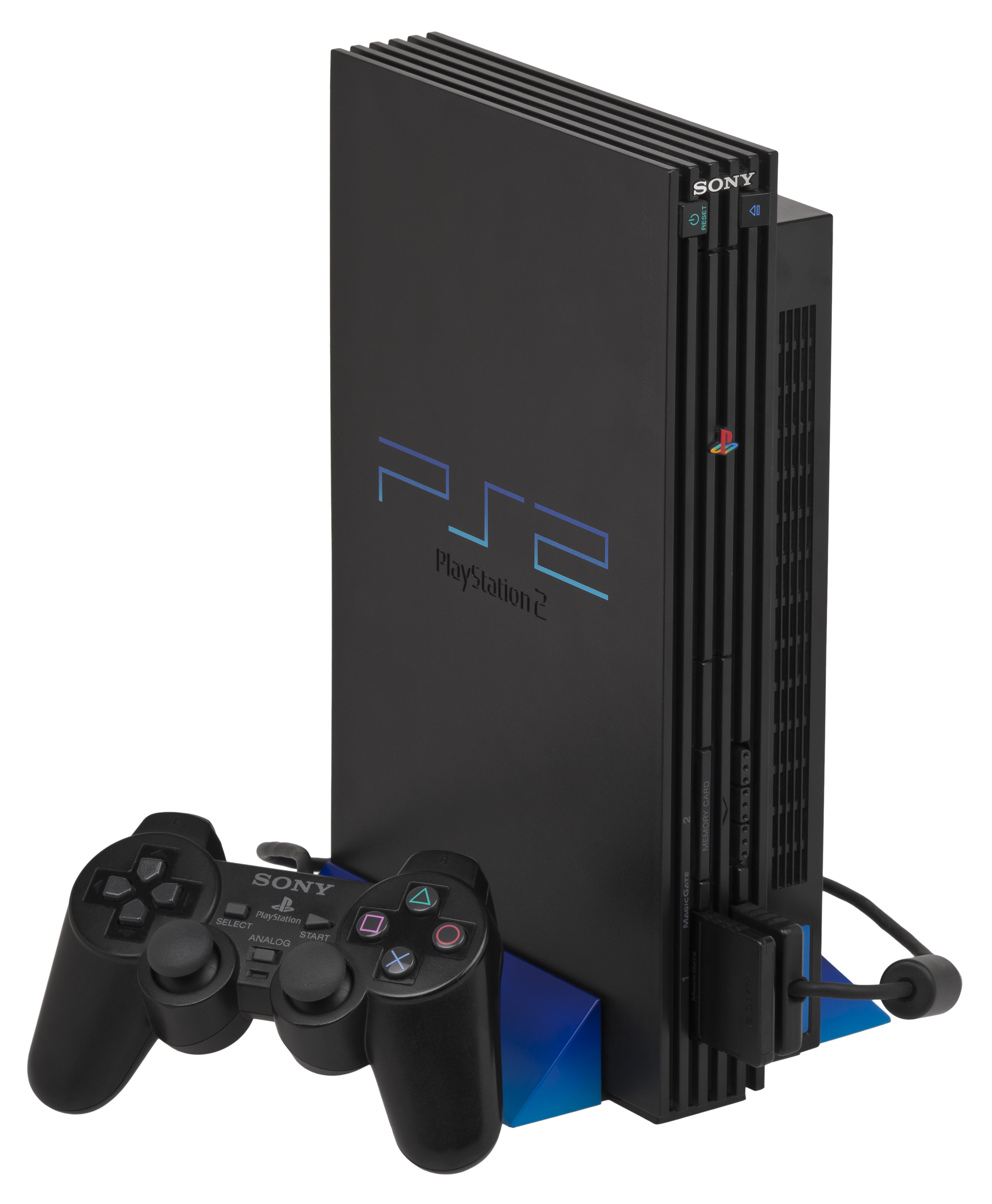
PlayStation 2発売（3月4日）

- 3月2日 - 兵庫県神戸市中央区のテレホンクラブ「リンリンハウス」の神戸店と元町店が火炎瓶により放火される。4名死亡。実行犯のうち1人は逃亡し2008年に逮捕された。
- 3月4日 - ソニー・コンピュータエンタテインメント (SCEI) が家庭用ゲーム機「PlayStation 2」を発売。発売後3日間で約98万台を売り上げた。
- 3月8日 - 営団地下鉄日比谷線中目黒駅で脱線事故。5人が死亡、60人以上が重軽傷。
- 3月11日
  - JRグループダイヤ改正
    - 札幌駅 - 稚内駅間（函館本線・宗谷本線経由）で運行していた急行列車をすべて特急に格上げし、特急「「スーパー宗谷」「サロベツ」「利尻」」を運行開始（急行「礼文」は廃止）。これにより稚内駅発着の特急が誕生。
    - 仙石線あおば通駅 - 仙台駅間を延伸開業し、仙台駅 - 陸前原ノ町駅間を地下化。

  - 徳島自動車道が全線開通し、四国4県を結ぶエックスハイウェイが完成。
- 3月15日 - 1970年に大阪万博で作られて大阪城敷地内に埋められたタイムカプセルEXPO'70の点検用2号機の開封が行われる。のち慎重に開封・収納品点検・再密封を施したうえで2000年11月23日、再び同じ位置に埋められた。次の開封点検は2100年の予定。
- 3月18日 - 兵庫県淡路島の津名郡淡路町と東浦町（いずれも現：淡路市）でジャパンフローラ2000（淡路花博）開幕。
- 3月25日 - 第72回選抜高等学校野球大会が甲子園で開幕。
- 3月27日
  - 小渕恵三首相の決裁に基づき、第1回教育改革国民会議を開催。
  - 『NHKニュース7』においてリアルタイム字幕放送が開始される。
- 3月28日 - 熊本県の天草下島（当時の五和町内）に天草空港が開港。
- 3月31日 - 有珠山が23年ぶりに噴火[4]。
- 日にち不明 - ロックバンド・WANDSが公式ウェブサイトで「解体」を表明し、解散（のち2019年に再結成）。

### 4月
- 4月1日
  - 地方分権一括法施行（いわゆる地方分権改革）。民事再生法、介護保険制度も施行。
  - 自民党と公明党が自由党との連立を解消[1]。
  - 埼玉県大宮市・与野市の再開発地域「さいたま新都心」の街びらきを前にさいたま新都心駅が開業。
- 4月2日 - 小渕首相が脳梗塞で緊急入院[1]。その後、5月14日に死去[1]。
- 4月3日 - 自民・公明両党との連立を解消した自由党議員の内、連立政権を望むグループが新党「保守党」を結成。
- 4月4日
  - 小渕内閣が総辞職。
  - 第72回選抜高等学校野球大会の決勝戦が阪神甲子園球場で行われ、神奈川県の東海大相模が和歌山県の智弁和歌山に4-2で勝利し、初優勝。
- 4月5日 - 森喜朗が首班指名され、第1次森内閣発足[5][1]。小渕内閣の全閣僚が再任。
- 4月7日 - 宝塚歌劇団によって「源氏物語あさきゆめみし」（第86期生の初舞台公演）が上演される。
- 4月10日 - 東京ドームで橋本真也が小川直也と「橋本真也34歳、負けたら即引退試合」を行い敗北し、公約どおり引退。ゴールデンで生放送され、平均視聴率15.7%。
- 4月19日 - 静岡県沼津市の沼津駅北口の駐輪場で、登校途中の女子高生（当時17歳）が刺殺される。同日夜、元交際相手の男（当時27歳）が出頭し、逮捕された[6]。
- 4月20日 - 都営地下鉄12号線新宿駅 - 国立競技場駅間が延伸開業。同時に12号線の路線名を大江戸線に変更。
- 4月21日
  - 愛媛県宇和島市の窃盗事件の裁判で、真犯人が見つかり一転して検察側が無罪を論告。
  - 東急田園都市線南町田駅前に屋外型アウトレットモール「グランベリーモール」開業。
- 4月25日 - 海上自衛隊のたかなみ型護衛艦1番艦たかなみがアイ・エイチ・アイマリンユナイテッド浦賀工場にて起工。

### 5月
- 5月1日

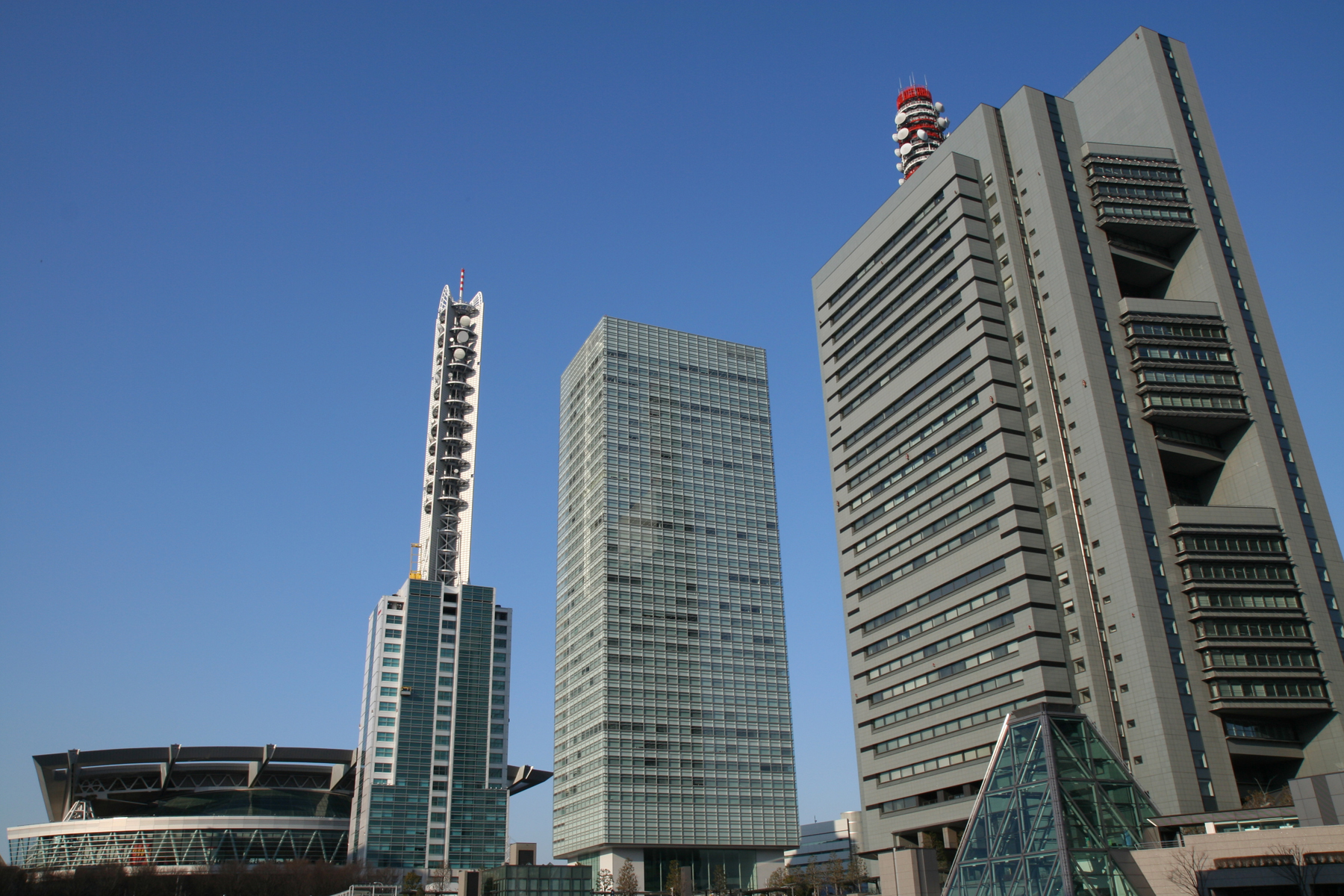
さいたま新都心が街開き（5月5日）

  - 豊川市主婦殺人事件：愛知県豊川市で17歳少年（少年院送致）が主婦を殺害（少年犯罪）。[5]
  - 第一火災海上保険が経営破綻。日本初の損害保険会社の経営破綻。
- 5月3日 - 西鉄バスジャック事件：当時17歳の少年（少年院送致）が西日本鉄道の高速バス「わかくす号」を乗っ取り、包丁で乗客3人を刺して1人を殺害[5][4]。
- 5月5日 - さいたま新都心（埼玉県大宮市）が街開きを迎えた。
- 5月9日 - 警視庁と静岡県警、法の華三法行の福永法源元代表と同教団の幹部12人を詐欺容疑で逮捕。
- 5月15日
  - 森喜朗首相、神の国発言[1]。
  - 京都メル友女性殺害事件の容疑者逮捕。メル友女性を金銭目的で連続殺人。
- 5月24日 - ストーカー規制法公布。
- 5月25日 - 板橋サティ（現：イオン板橋ショッピングセンター）開店。
- 5月26日
  - 俳優の山村聡が急性心筋梗塞のため東京都内の病院で死去。
  - 東京の名門ホテル・第一ホテルが東京地裁に会社更生法の適用を申請し、倒産。負債総額は1152億円。
- 5月31日 - 第百生命保険が経営破綻。

### 6月
- 6月1日 - 大規模小売店舗立地法が施行。
- 6月5日 - 日本長期信用銀行が新生銀行に改称[1]。
- 6月8日 - 5月14日に死去した、小渕前首相の自民党合同葬が、日本武道館にて行われる。
- 6月10日 - 群馬県新田郡尾島町（現：太田市）の化学工場で爆発事故が発生、死者4人、けが人多数。爆発音は現場から30 kmほど離れた前橋市、高崎市、埼玉県熊谷市、栃木県佐野市まで観測。
- 6月11日 - 宇都宮宝石店放火殺人事件：栃木県宇都宮市の宝石店で強盗放火殺人事件が発生。店員6名が死亡[4]。無職の男（2010年に死刑執行）を逮捕。
- 6月16日 - 皇太后崩御 （香淳皇后）享年97（歴代の皇后中最長の在位であり、神話時代を除き最長寿）。
- 6月21日 - 岡山金属バット母親殺害事件。野球部員の17歳少年が練習中の後輩をバットで殴り、自宅で母親を殺害して逃亡。後日、秋田県で逮捕された（少年院送致）。[5]
- 6月25日 - 第42回衆議院議員総選挙[7]。自民党、公明党、保守党の連立与党が安定多数を確保。一方、民主党が124議席を確保し躍進。
- 6月29日 - 主に近畿地方で発生していた雪印乳業大阪工場製造の乳製品に起因する食中毒を大阪市保健所が公表。[5]

### 7月

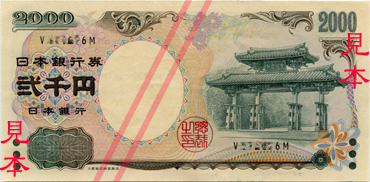
新紙幣 二千円札発行（7月19日）

- 7月1日 - 金融監督庁が改組され、金融庁が発足。
- 7月7日 - 千葉県の舞浜駅前にショッピング施設「イクスピアリ」がオープン。その隣に日本初のディズニーホテル「ディズニーアンバサダーホテル」がオープン。
- 7月8日 - 三宅島雄山噴火。
- 7月12日 - そごうが民事再生手続開始の申立て。
- 7月19日 - 新紙幣の二千円札発行、表「沖縄県首里城の守礼門」・裏「紫式部と源氏物語」[7]。
- 7月21日
  - 九州・沖縄で第26回主要国首脳会議（九州・沖縄サミット）が開催される（23日までの3日間）[7]。
  - 21世紀夢の技術展（愛称：ゆめテク）が東京国際展示場で開催（ - 8月6日）[8]。
- 7月22日 - 北総開発鉄道印西牧の原駅 - 印旛日本医大駅間延伸開業。
- 7月28日 - 四国縦貫自動車道が全線開通。
- 7月29日 - 山口母親殺害事件：山口県山口市で少年（当時16歳）が母親を金属バットで撲殺し、同月31日に自ら110番通報で自首（少年犯罪）。犯人の少年は少年審判により少年院に送致されたが、退院後の2005年11月に大阪姉妹殺害事件を起こし、2009年に死刑執行。

### 8月

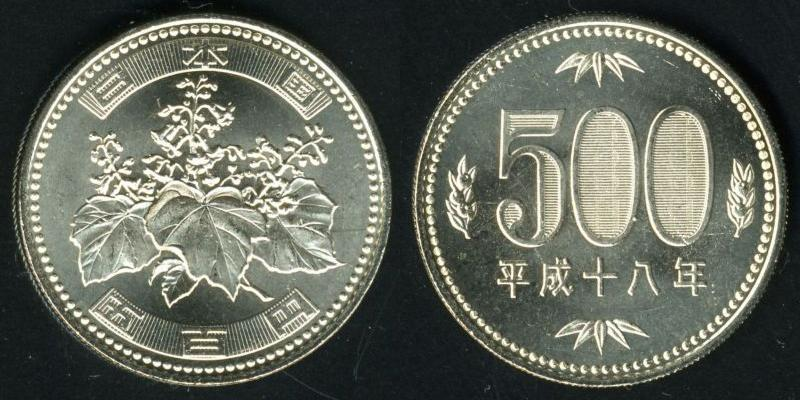
2代目500円硬貨発行（8月1日）

- 8月1日 - 2代目500円硬貨（ニッケル黄銅貨）発行。
- 8月5日 - プロレスリング・ノア旗揚げ。
- 8月6日
  - 石川銀行破綻。
  - 東急田園都市線と東急新玉川線が統合、全線で田園都市線に統一される。また同線の二子玉川園駅が二子玉川駅に改称。
- 8月8日 - 第82回全国高等学校野球選手権大会が開幕。
- 8月10日 - 大阪地裁、横山ノック前大阪府知事に強制わいせつ罪で懲役1年6月・執行猶予3年の有罪判決。
- 8月14日 - 大分一家6人殺傷事件：大分県大野郡野津町（現：臼杵市）で少年（当時15歳・少年院送致）が隣家をサバイバルナイフで襲い、一家6人のうち3人を殺害した。
- 8月21日 - 第82回全国高等学校野球選手権大会の決勝戦。和歌山代表の智弁和歌山が千葉代表の東海大浦安を11 - 6で下し1997年夏（第79回）以来3年ぶり2回目の優勝。
- 8月31日 - 香川県綾歌郡綾歌町（現：丸亀市）のレオマワールドがこの日限りで休園。

### 9月

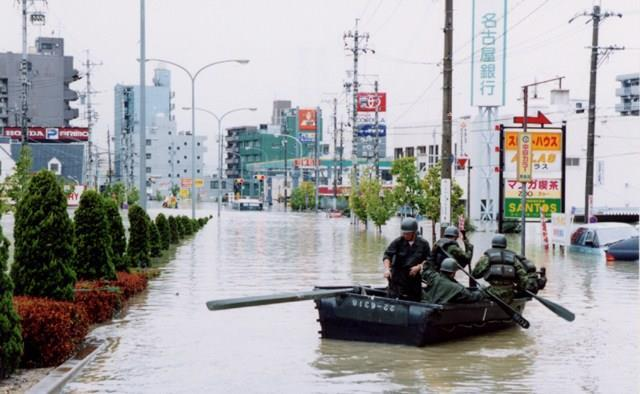
東海豪雨（9月11日 - 12日）

- 9月1日 - 東京ディズニーランドにディズニー作品『くまのプーさん』をモチーフにした新アトラクション「プーさんのハニーハント」がオープン。
- 9月2日 - 7月から続いていた三宅島・雄山の噴火により全島避難。[5]
- 9月11日 - 名古屋市を中心に東海地方で記録的な集中豪雨が発生する（東海豪雨）。
- 9月22日 - 「教育改革国民会議中間報告 -教育を変える17の提案-」（中間報告）が発表。
- 9月24日
  - シドニーオリンピック女子マラソンで、高橋尚子がオリンピック最高記録で金メダルを獲得。[5]
  - 読売ジャイアンツが1996年以来4年ぶりにセ・リーグ優勝決める。
  - そごう東京店（有楽町そごう）が閉店。
- 9月26日 - 営団地下鉄南北線目黒駅 - 溜池山王駅と都営地下鉄三田線目黒駅 - 三田駅が同時に全線開業。両線は目黒駅 - 白金高輪駅を共用し、ともに目黒駅から東急目黒線へ直通。
- 9月29日 - みずほフィナンシャルグループ発足（日本初の銀行持株会社）[7]。
- 9月30日 - DDIセルラーグループ・日本移動通信、TACS方式携帯電話のサービスを終了。これにより第一世代（アナログ）携帯電話は日本からすべて消滅。

### 10月
- 10月1日 - 第二電電・KDD・日本移動通信が合併しKDDIが発足。合併当初の商号は株式会社ディーディーアイ。
- 10月6日 - 鳥取県西部地震[9]。
- 10月7日 - 福岡ダイエーホークス、パ・リーグ2連覇を達成。
- 10月8日 - 千代田生命保険が更生特例法適用を申請し経営破綻。生保の更生特例法適用申請の第一号。
- 10月10日 - 筑波大学名誉教授の白川英樹にノーベル化学賞を贈られることが決定される[9]。
- 10月14日 - 関東の鉄道各社で共通利用可能な磁気カード「パスネット」が導入される。
- 10月16日
  - SHOP99設立。
  - 横浜OL殺害事件: 神奈川県横浜市瀬谷区二ツ橋町の路上で女性会社員（当時22歳）が殺害される。事件から3年後の2003年11月、被害者の中学時代の同級生の男が逮捕される[10]。
- 10月20日 - 協栄生命保険が更生特例法適用を申請し経営破綻。負債総額は4兆5297億円で、戦後最悪の倒産となった。
- 10月23日 - ボードゲーム「モノポリー」の世界選手権（第11回）で日本代表の岡田豊が優勝。1988年の百田郁夫に続き日本人としては2人目の快挙。
- 10月27日 - 中川秀直官房長官が、スキャンダル騒動の責任を取り辞任。後任に福田康夫が就任。
- 10月28日 - 日本シリーズで、長嶋茂雄監督率いる巨人が、王貞治監督率いるダイエーを4勝2敗で下し「ON対決」を制す。
- 10月29日 - レバノンで開催された、サッカーアジアカップで、日本代表が2大会ぶり2度目の優勝。

### 11月
- 11月3日

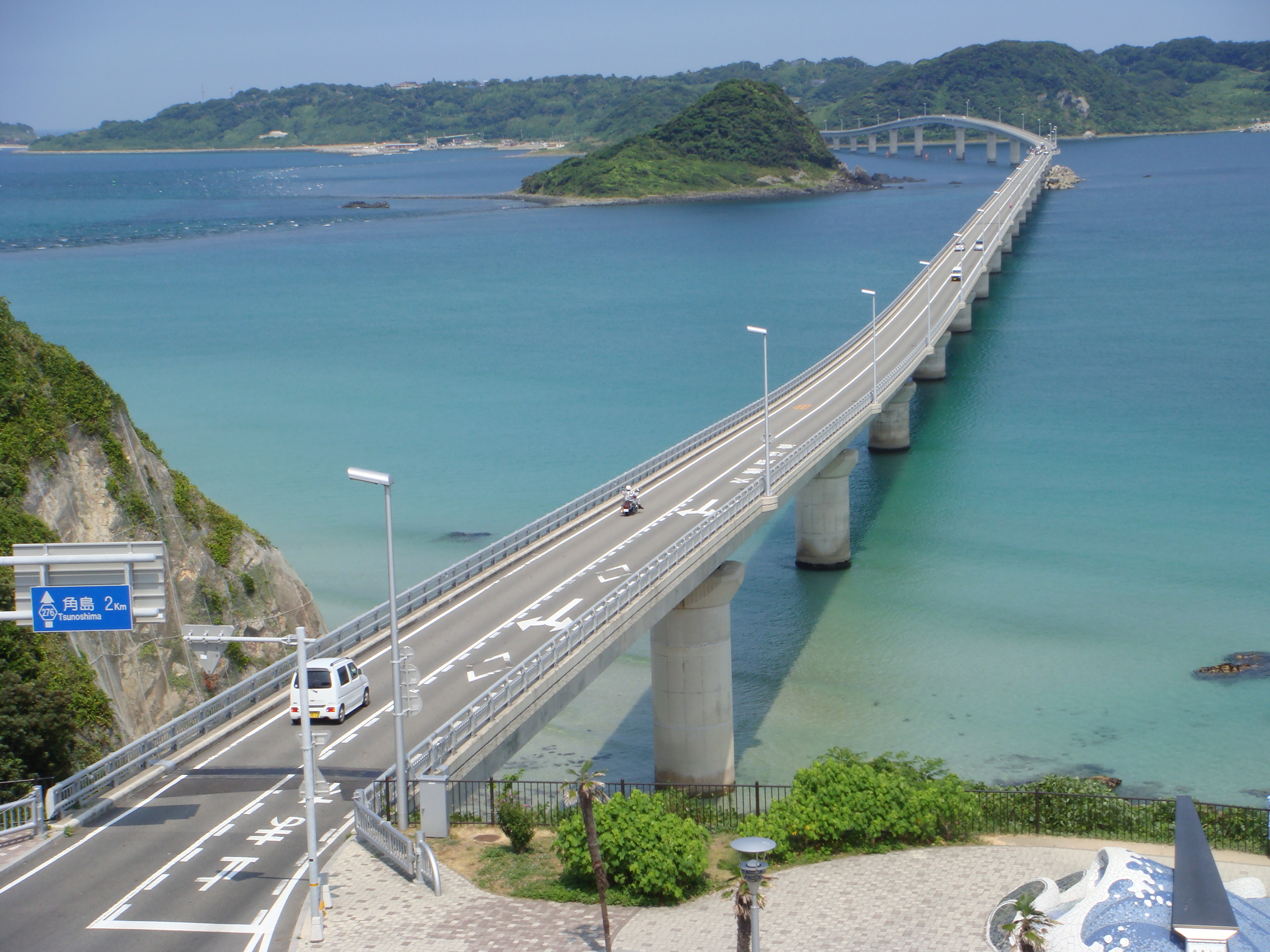
角島大橋開通（11月3日）

  - 山口県豊北町の本土部の神田地区と離島の角島を結ぶ角島大橋が開通。全長1,780mで、通行料金無料の道路橋としては当時日本最長であった。
  - 第13回全国健康福祉祭大阪大会（ねんりんピック2000大阪）開催（ - 11月6日）。大阪ドームで総合開会式。
- 11月5日 - 前期旧石器時代の文化が日本にも存在していたとして注目された、宮城県築館町（現：栗原市）の上高森遺跡と北海道新十津川町の総進不動坂遺跡の捏造が報道される[9]。
- 11月8日 - ハーグ事件で国際手配になっていた日本赤軍最高幹部の重信房子を大阪府高槻市内で逮捕[9]。
- 11月24日 - ストーカー規制法施行。
- 11月25日 - 西鉄北九州線で最後まで残っていた黒崎駅前駅 - 折尾駅間がこの日限りで廃止。これにより西鉄北九州線が全線廃止。
- 11月28日 - 少年法改正案が成立。

### 12月
- 12月1日 - BSデジタル放送開始。同時に、BS日テレ、BS朝日、BS-i（現：BS-TBS）、BSジャパン（現：BSテレビ東京）、BSフジ、以上5局の民間BS放送局が開局（日本のデジタルテレビ放送の始まり）。
- 12月2日 - 神奈川県の宮ヶ瀬ダムが完成し、竣工式が執り行われる[11]（運用開始は翌年4月）。
- 12月4日 - 新宿歌舞伎町のビデオ店で爆発事件（→歌舞伎町ビデオ店爆破事件）。少年（当時17歳・少年院送致処分）による犯行（少年犯罪）。
- 12月8日 - フランスに本社を置き世界各国にスーパーマーケットを展開するカルフールの日本国内1号店「カルフール幕張」が開店。
- 12月12日 - 都営地下鉄大江戸線が全線開通。
- 12月17日 - 京福電鉄越前本線で正面衝突事故。1人死亡、25人重軽傷[9]。
- 12月22日 - 「教育改革国民会議報告 -教育を変える17の提案-」（最終報告）が発表[7]。
- 12月25日 - 錦糸町そごうが閉店。
- 12月30日 - 東京都世田谷区で世田谷一家殺害事件が発生[9]。家族4人が殺害される。現在まで犯人が逮捕されていない。
- 12月31日
  - インターネット博覧会（通称：インパク）が開幕。
  - 東京都世田谷区二子玉川のナムコ・ワンダーエッグが閉園。

## 社会

### 政治
- いわゆる「加藤の乱」で野党の森内閣不信任決議に同調していた加藤紘一らが土壇場で内閣不信任決議反対に回り、否決される。その後、加藤派は三分裂し、「YKKライン」の勢力が後退、小泉純一郎台頭の一つの遠因となる。

### 経済
- 1月19日 - ヤフー株の時価が日本市場で初めて1億円を突破した。
- 2月7日 - 東京都が銀行税を新設。6月には大阪府も施行。銀行側が東京都を相手取り提訴。
- 8月11日 - ゼロ金利政策が10年ぶりに解除。
- 10月12日 - 日本初のネット専業銀行ジャパンネット銀行が発足。

### 法
- 2月29日 - 少年の実名報道を認める判決が下る。
- 5月9日 - 犯罪被害者等基本法が成立。
- 10月26日 - 公職選挙法が改正され、参議院比例区に非拘束名簿式が導入される。
- 11月22日 - 斡旋利得処罰法が成立。
- 11月28日 - 少年法が改正され、刑事罰の対象年齢が16歳から14歳に引き下げられる。
- 11月29日 - 花岡事件で和解が成立。

### 教育
- 観点別評価が一般的となる。

### 交通
- 10月14日 - バスネットが利用開始。

#### 鉄道
- 9月26日 - 都営地下鉄三田線（三田 - 白金高輪 - 目黒間）、営団地下鉄南北線（永田町 - 白金高輪 - 目黒間）全線開通。東急目黒線の武蔵小杉まで乗り入れ。
- 12月12日 - 都営地下鉄大江戸線が全線開通。

### イベント・行事
- 7月21日〜8月6日 - 21世紀夢の技術展（愛称：ゆめテク）[8]
- 11月3日〜6日 - 第13回全国健康福祉祭大阪大会（ねんりんピック2000大阪）
- 12月31日〜翌年末（1年間） - インターネット博覧会（通称：インパク）

## 自然科学

### ノーベル賞
- 白川英樹がノーベル化学賞を受賞（日本人の同賞受賞は19年ぶり史上2人目の快挙）。

## 天候・天災・観測等
- 夏季（6月 - 8月）は全国的に猛暑となり、特に北日本では前年に続き著しい高温になった。また、少雨傾向であった。
- 冬季（前年12月 - 2月）は冬型の気圧配置が長続きしなかった。1月はアリューシャン低気圧が発達せず記録的な高温になったが、1月下旬からは2月は寒気の影響を受けやすかったため、2月は低温で推移した。冬全体の気温は全国的に平年並みであった。
- 台風の日本上陸が14年ぶりにゼロ。

時系列
- 3月31日の有珠山噴火、7月8日の三宅島噴火、9月4日の駒ヶ岳（北海道）の噴火と火山噴火が相次ぐ。[5]
- 7月30日 - 三宅島近海で火山噴火によるM6.4クラスの地震発生。
- 9月11日 - 東海地方で集中豪雨。秋雨前線と台風14号が重なったため被害が広がった（東海豪雨）。
- 10月6日 - 鳥取県西部地震（M7.3、最大震度6強）が発生。

## 文化と芸術

### 流行
- ミレニアムブーム

#### 流行語
新語・流行語大賞
以下に本年の受賞語を列記する。なお、肩書きや役職などは受賞当時のものである。
- 年間大賞
  - おっはー（慎吾ママ）
  - IT革命
- トップテン入賞
  - 「官」対「民」（福田昭夫 〈栃木県知事〉）
  - Qちゃん（高橋尚子 〈シドニーオリンピックマラソン金メダリスト〉、小出義雄 〈積水化学女子マラソン部監督〉）
  - ジコチュー (ジコ虫) （ACの広告「ジコ虫、増えてます!」）
  - 一七歳（17歳の少年による少年犯罪・凶悪事件が注目された）
  - パラパラ
  - 「めっちゃ悔し〜い」（田島寧子 〈シドニーオリンピック水泳銀メダリスト〉）
  - 「ワタシ (私) 的には…」（飯島愛）
- 特別賞
  - 「最高で金 最低でも金」（田村亮子 〈シドニーオリンピック柔道金メダリスト〉）

#### ファッション
- ジーンズや学生服をずりさげて履く腰パンが流行する。
- 厚底ブーツ、ミュール流行。ヘアーエクステンションが普及する。
- 高校を卒業したギャルとして、「オネギャル」が注目される。主婦の友社より「S Cawaii!」（エスカワイイ！）創刊。
- ユニクロの流行が広がる。

### 建築
竣工
解体

### 出版

#### 文学
- 芥川賞
  - 第123回（2000年上半期） - 町田康 『きれぎれ』、松浦寿輝 『花腐し』
  - 第124回（2000年下半期） - 青来有一 『聖水』、堀江敏幸 『熊の敷石』
- 直木賞
  - 第123回（2000年上半期） - 船戸与一『虹の谷の五月』、金城一紀『GO』
  - 第124回（2000年下半期） - 山本文緒『プラナリア』、重松清『ビタミンF』

### 音楽
- バラードが大ヒット。サザンオールスターズ『TSUNAMI』、福山雅治『桜坂』、MISIA『Everything』、浜崎あゆみ『SEASONS』、小柳ゆき『あなたのキスを数えましょう 〜You were mine〜』、B'z『今夜月の見える丘に』、倉木麻衣『Stay by my side』、『Secret of my heart』など。
- 癒やし音楽（ヒーリング・ミュージック）のコンピレーション・アルバム『feel』『image』ヒット（癒し系ブーム）。
- モーニング娘。の2000年発売シングルでは『恋のダンスサイト』『ハッピーサマーウェディング』『恋愛レボリューション21』がミリオンヒットを記録（※後者の2つについて厳密には、オリコンのセールス実績で100万枚に近い記録（共に98万枚以上））。
- TUBEが初のハワイ限定シングル『SHA LA LA / Remember Me』で現地のチャート4位を記録。日本でも『虹になりたい』でスマッシュヒットを記録。ベストアルバム『TUBEst III』でもミリオンを記録するなどのヒット。
- 倉木麻衣が『Love, Day After Tomorrow』（1999年12月8日発売）でブレイク。デビューの仕方や曲調、歌い方などが似ていたことから、一時は宇多田ヒカルのパクリとも言われた（ダウンタウン・浜田雅功がこの発言をしてしまい、トラブルが発生した）。この後、矢井田瞳も椎名林檎と比較され、同様のことを言われていた。
- ポルノグラフィティがブレイク。『ヒトリノ夜』（1月26日）、『ミュージック・アワー』（7月12日）、『サウダージ』（9月13日）、『サボテン』（12月6日）。
- 1月13日 - 『口笛』（Mr.Children）
- 1月19日 - 『楽園』（平井堅）
- 1月21日 - 『微熱』（川本真琴）。TBS系列のテレビドラマ『恋の神様』主題歌。
- 2月2日 - 『VOXXX』（電気グルーヴ）砂原良徳脱退後、前作『A』から約2年ぶりとなる最新作。
- 2月2日 - 演歌歌手の氷川きよしが『箱根八里の半次郎』でデビュー。
- 2月17日 - 『桜の時』（aiko）
- 3月8日 - 『ナンダカンダ』（藤井隆、デビュー曲）
- 3月8日 - 『コミュニケーション・ブレイクダンス』（SUPER BUTTER DOG）
- 3月12日 - ポケットビスケッツから千秋が脱退、解散。
- 3月 - “the end of genesis T.M.R.evolution turbo type D”として活動していた西川貴教が再びT.M.Revolutionとしての活動を再開。
- 3月31日 - 『勝訴ストリップ』（椎名林檎）。同アルバムに『本能』、『ギブス』、『罪と罰』収録。
- 4月5日 - 『Love Is A Battlefield』（Hi-STANDARD）
- 4月12日 - 『忘却の空』（SADS）。『池袋ウエストゲートパーク』主題歌。
- 4月12日 - 『LOVE 2000』（hitomi）。2000年シドニー五輪女子マラソンで優勝した高橋尚子は、練習中・レース前にこの曲を聴いてテンションを上げたという。
- 4月19日 - 『XCT』（POLYSICS）。ポリシックスのメジャーデビューシングル。
- 6月21日 - 『each life each end』（POLYSICS）。キーボードのカヨのヴォーカルをフィーチャーした2枚目のシングル。
- 7月5日 - BLANKEY JET CITYが解散。
- 7月19日 - 『LOVE & JOY』（木村由姫）
- 7月19日 - 『HOTEL PACIFIC』（サザンオールスターズ）
- 7月19日 - 『地上の星/ヘッドライト・テールライト』（中島みゆき）。NHK総合テレビ『プロジェクトX〜挑戦者たち〜』主題歌。
- 7月19日 - 『STAY AWAY』（L'Arc〜en〜Ciel）
- 7月19日 - 『イルボン2000』（電気グルーヴ）電気グルーヴのライブ音源を使用したライブリミックスアルバム。
- 8月9日 - この日発売されたWhiteberryの『夏祭り』がオリコン最高位3位になり、「ティーンエイジ・ガールズ・バンド」という新たなジャンルが確立された。
- 8月9日 - 『月光』（鬼束ちひろ）。 テレビ朝日系金曜ナイトドラマ『トリック』主題歌。
- 8月18日 - 『慎吾ママのおはロック』（慎吾ママ）
- 8月20日 - サザンオールスターズ茅ヶ崎ライブ 〜あなただけの茅ヶ崎〜開催。2日間に渡りボーカル桑田佳祐の地元である茅ヶ崎公園野球場で5万5000人以上を動員。20日のライブの模様はWOWOWが5時間に渡り生中継し、WOWOW史上最高の視聴率を記録。
- 8月23日 - 『永遠に』（ゴスペラーズ）
- 8月30日 - 『らいおんハート』SMAP。ミリオンセラー達成（SMAPとしては二枚目）。
- 9月20日 - 『ボーイフレンド』（aiko）
- 9月20日 - 『NEU』（POLYSICS）
- 9月27日 - 『if...』（DA PUMP）
- 10月4日 - 『my sweet darlin'』（矢井田瞳）
- 10月12日 - 『エイリアンズ』（キリンジ）
- 10月25日 - 『こいのうた』（GO!GO!7188）
- 10月25日 - 『さよなら 大好きな人』（花*花）。TBS日曜劇場『オヤジぃ。』主題歌。
- 10月25日 - 『Treasure』（hiro）
- 11月15日 - THE YELLOW MONKEYが、2001年1月8日に東京ドームにてライブ公演後、活動休止することを発表した。
- 12月6日 - 倖田來未が『TAKE BACK』でデビュー。
- 12月27日 - LUNA SEAが12月26日27日の東京ドーム公演をもって終幕。LUNA SEAに「解散」という文字は合わないというメンバーの意向があり、「解散」ではなく「終幕」と呼ぶ。

### 演劇
歌舞伎
宝塚歌劇団

### 映画
- 1月22日 - 雨あがる（監督：小泉堯史、脚本：黒澤明、主演：寺尾聰・宮崎美子）
- 3月4日 - ケイゾク/映画 Beautiful Dreamer（監督：堤幸彦）
- 4月1日 - はつ恋（監督：篠原哲雄）
- 5月13日 - どら平太（監督：市川崑）
- 7月15日 - ジュブナイル（監督：山崎貴）
- 8月12日 - 顔（監督：阪本順治、主演：藤山直美）
- 8月19日 - ホワイトアウト（監督：若松節朗）
- 11月11日 - 十五才 学校IV（監督：山田洋次）
- 12月16日 - バトル・ロワイアル（監督：深作欣二）
- 12月16日 - ゴジラ×メガギラス G消滅作戦（監督：手塚昌明）

### テレビ

#### 主な出来事
- 12月1日 - BSデジタル放送開始。

#### ドラマ
- 大河ドラマ『葵 徳川三代』
- 1月 - 3月 - TBS系ドラマ「恋の神様」
- 1月 - 3月 - TBS系ドラマ「Beautiful Life」。エランドール賞作品賞 テレビ部門（児井・田中賞）。1999年向田邦子賞。
- 1月 - 3月 - フジ系月9ドラマ『二千年の恋』
- 4月 - 6月 - TBS系ドラマ『池袋ウエストゲートパーク』
- 4月 - 6月 - フジ系ドラマ『ショムニ』第2シリーズ
- 4月 - 9月 - フジ系ドラマ『ナースのお仕事3』
- 4月 - 6月 - フジ系月9ドラマ『天気予報の恋人』
- 4月 - 6月 - TBS系日曜劇場『サラリーマン金太郎2』
- 4月 - 6月 - 日本テレビ系ドラマ『伝説の教師』
- 4月 - 9月 - NHK連続テレビ小説『私の青空』
- 6月 - テレビ朝日系土曜ワイド劇場『相棒 警視庁ふたりだけの特命係』（相棒1：相棒シリーズ初作品、2002年より連続ドラマシリーズ化）
- 7月 - 9月 - テレビ朝日系金曜ナイトドラマ『TRICK』
- 7月 - 9月 - フジ系月9ドラマ『バスストップ』
- 7月 - 9月 - 日本テレビ系ドラマ『フードファイト』
- 7月 - 9月 - TBS系ドラマ『Summer Snow』
- 10月 - 2001年3月 - NHK連続テレビ小説『オードリー』
- 10月 - 12月 - フジ系月9ドラマ『やまとなでしこ』
- 10月 - 12月 - TBS系日曜劇場『オヤジぃ。』
- 10月 - 12月 - 日本テレビ系ドラマ『新宿暴走救急隊』
- 12月20日 - 日本テレビ系ドラマ『泥棒家族』。2000年向田邦子賞。

#### 特撮
- 1月 - 2001年1月 - 『仮面ライダークウガ』（テレビ朝日系）。平成仮面ライダーシリーズの第1作で、2018年10月放映の『仮面ライダージオウ』まで続く。
- 2月 - 2001年2月 - 『未来戦隊タイムレンジャー』（テレビ朝日系）

#### バラエティなど諸分野
- 4月20日 - 『クイズ$ミリオネア』日本放送開始（フジテレビ系）
- 7月8 - 9日 - 『2000FNS1億2700万人の27時間テレビ夢列島 家族 愛 LOVEYOU』

#### お笑い
コンテスト番組の優勝者
- 上方漫才大賞
  - ちゃらんぽらん（吉本興業）
- NHK上方漫才コンテスト
  - キングコング（吉本興業）
- ABCお笑い新人グランプリ　最優秀新人賞
  - フットボールアワー（吉本興業）
- 爆笑オンエアバトル チャンピオン大会（NHK、1999年度後期）
  - ルート33（吉本興業）

### アニメ
アニメーション映画
- 3月4日 - デジモンアドベンチャー ぼくらのウォーゲーム!（監督：細田守）
- 3月11日 - ドラえもん のび太の太陽王伝説（監督：芝山努）
- 4月22日 - クレヨンしんちゃん 嵐を呼ぶジャングル（監督：原恵一）
- 4月22日 - 名探偵コナン 瞳の中の暗殺者（監督：こだま兼嗣）
- 6月3日 - 人狼 JIN-ROH（監督：沖浦啓之）
- 7月8日 - 劇場版ポケットモンスター 結晶塔の帝王 ENTEI（監督：湯山邦彦）
- 11月18日 - BLOOD THE LAST VAMPIRE（監督：北久保弘之）。文化庁メディア芸術祭アニメーション部門大賞。アニー賞ノミネート。

テレビアニメ
- 1月10日 - 『六門天外モンコレナイト』放映開始。
- 2月6日 - 『ニャニがニャンだー ニャンダーかめん』放映開始。
- 4月2日 - 『モンスターファーム 〜伝説への道〜』、『デジモンアドベンチャー02』放映開始。
- 4月3日 - 『へろへろくん』放映開始（『天才てれびくんワイド』内で放映）。
- 4月4日 - 『ドキドキ♡伝説 魔法陣グルグル』（アニメ第2期）が放映開始。
- 4月5日 - 『タイムボカン2000 怪盗きらめきマン』、『トランスフォーマー カーロボット』放映開始。
- 4月8日 - 『サクラ大戦TV』放映開始。
- 4月18日 - 『遊☆戯☆王デュエルモンスターズ』放映開始。
- 4月19日 - 『ラブひな』放映開始。
- 7月7日 - 『とっとこハム太郎』放映開始。
- 7月21日 - 『BRIGADOON まりんとメラン』放映開始。
- 10月3日 - 『はじめの一歩』放映開始。
- 10月4日 - 『GEAR戦士電童』放映開始。
- 10月7日 - 『真・女神転生デビチル』放映開始。
- 10月16日 - 『犬夜叉』放映開始。
- 10月22日 - 『学校の怪談』放映開始。

OVA
- 『フリクリ（FLCL）』（監督:鶴巻和哉、キャラクターデザイン:貞本義行）

### ゲーム

#### コンピューターゲーム
アーケードゲーム
テレビゲーム

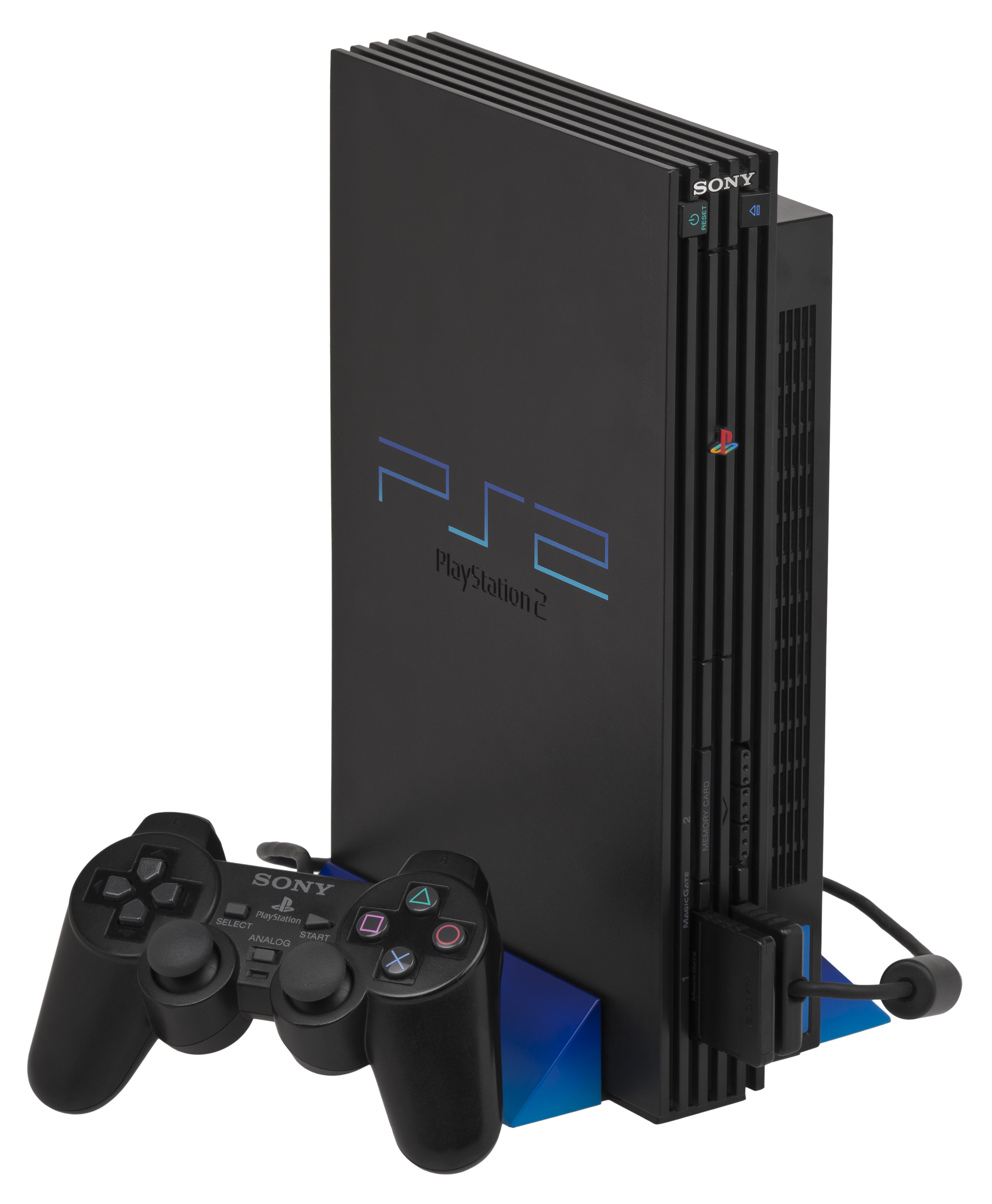
PlayStation 2

- 2月25日 - SNKがNEOGEO用ソフト『餓狼 MARK OF THE WOLVES』を発売。
- 3月4日 - SCEIが家庭用ゲーム機「PlayStation」の次世代機となる「PlayStation 2」 (PS2) を発売。
- 7月7日 - SCEIが家庭用ゲーム機「PlayStation」の小型機「PS one」を発売。
- 7月7日 - スクウェアがPlayStation用ソフト『ファイナルファンタジーIX』 (FFIX) を発売。
- 8月26日 - エニックスがPlayStation用ソフト『ドラゴンクエストVII エデンの戦士たち』を発売。
  - 日本国内の売上本数は約406万本（廉価版含む）で、ファミコン用ソフト『ドラゴンクエストIII そして伝説へ…』の売上本数を超え、さらにPlayStationのソフトの中でも最大のヒットとなった。
- 11月30日 - カプコンがPlayStation用ソフト『ロックマンX5』を発売。

携帯型ゲーム
- 10月20日 - カプコンがゲームボーイ用ソフト『ロックマンX サイバーミッション』を発売。
- 12月9日 - バンダイが携帯型ゲーム機「ワンダースワンカラー」を発売。
- 12月14日 - 任天堂がゲームボーイカラー専用ソフト『ポケットモンスター クリスタルバージョン』を発売。

### インターネット
開設
- 11月1日 - Amazon.co.jp

## スポーツ

### 総合競技大会
- 第55回国民体育大会（2000年とやま国体）

#### 夏季オリンピック・パラリンピック
夏季オリンピック・パラリンピックがオーストラリアのシドニーで開催された。日本からも多数のアスリートが出場している。
- 第27回夏季オリンピック（シドニー）
  - 柔道の田村亮子念願の金メダル
  - 金5、銀8、銅5の計18個のメダルを獲得[5]

- 第11回夏季パラリンピック（シドニー）

### 各競技

#### 野球
- プロ野球（2000年の日本シリーズ）
  - セ・リーグ優勝 - 読売ジャイアンツ
  - パ・リーグ優勝 - 福岡ダイエーホークス
  - 日本シリーズ優勝 - 読売ジャイアンツ（長嶋茂雄と王貞治、両監督のON対決として注目が集まる）
- 高校野球
  - 春優勝 - 東海大相模（神奈川県）
  - 夏優勝 - 智弁和歌山（和歌山県）

#### サッカー
Jリーグ
- J1 1stステージ優勝 - 横浜F・マリノス
- J1 2ndステージ優勝 - 鹿島アントラーズ
- J1チャンピオンシップ年間総合優勝 - 鹿島アントラーズ
- ナビスコカップ優勝 - 鹿島アントラーズ
- J2 年間優勝 - コンサドーレ札幌

天皇杯全日本サッカー選手権大会
- 優勝 - 鹿島アントラーズ（大会3冠）

#### 相撲
- 大相撲（幕内最高優勝）
  - 初場所 - 武双山正士
  - 春場所 - 貴闘力忠茂
  - 夏場所 - 魁皇博之
  - 名古屋場所 - 曙太郎
  - 秋場所 - 武蔵丸光洋
  - 九州場所 - 曙太郎

#### プロレス
- プロレス大賞MVP - 桜庭和志（髙田道場）
- G1クライマックス優勝 - 佐々木健介（2回目）
- 世界最強タッグ決定リーグ戦優勝 - スティーブ・ウィリアムス&マイク・ロトンド組「バーシティクラブ」

#### モータースポーツ
- 全日本選手権フォーミュラ・ニッポン - 高木虎之介
- 全日本F3選手権 - セバスチャン・フィリップ
- 全日本GT選手権 - 道上龍

#### ゴルフ
- 男子賞金王 - 片山晋呉
- 女子賞金王 - 不動裕理

#### 競馬（JRA7大競走）
- 皐月賞 - エアシャカール（武豊）
- 天皇賞（春） - テイエムオペラオー（和田竜二）
- 東京優駿 - アグネスフライト（河内洋）
- 菊花賞 - エアシャカール（武豊）
- 天皇賞（秋） - テイエムオペラオー（和田竜二）
- ジャパンカップ - テイエムオペラオー（和田竜二）
- 有馬記念 - テイエムオペラオー（和田竜二）

## 誕生
誕生した事に特筆性のある人物等（世襲制の跡継ぎ、絶滅寸前の生物の誕生、等）を記載しています。それ以外については、Category:2000年生を参照してください。
- 本年はミレニアムベビーが話題となる。

### 1月
- 1月1日 - あいめろ、ファッションモデル
- 1月2日 - 守屋麗奈、櫻坂46
- 1月3日 - 佐藤隼輔、プロ野球選手
- 1月3日 - 山崎水愛、AV女優、グラビアアイドル
- 1月3日 - 紀野紗良、タレント、クイズプレイヤー
- 1月4日 - 堀北わん、AV女優
- 1月4日 - 山岸詩、ミュージシャン (ギミテック)、元ザ・コインロッカーズ
- 1月5日 - 増子敦貴、歌手 (GENIC)、俳優
- 1月5日 - 吉本ここね、プロゴルファー
- 1月5日 - 青木陽菜、声優
- 1月6日 - 中井友望、女優、モデル
- 1月6日 - 中田青渚、女優
- 1月6日 - 原わか花、ラグビー選手
- 1月7日 - 塩井日奈子、元STU48
- 1月7日 - 田島芽瑠、元HKT48
- 1月8日 - 稲場るか、AV女優
- 1月8日 - ちとせよしの、グラビアアイドル、タレント
- 1月8日 - 村井純奈、元ワンチャンアリーナ、元SKE48
- 1月8日 - 今井巴菜、元女子プロ野球選手
- 1月8日 - 八蜜凛、AV女優
- 1月9日 - 眞栄田郷敦、俳優
- 1月10日 - 荒木博斗、元子役
- 1月10日 - 菅原茉椰、SKE48
- 1月10日 - 永井敦士、元プロ野球選手
- 1月10日 - 堀迫雅、バレーボール選手
- 1月10日 - 山本草太、フィギュアスケート選手
- 1月11日 - 阿部紗英、元子役
- 1月11日 - 鈴鹿央士、俳優、モデル
- 1月11日 - 皆月ひかる、AV女優
- 1月12日 - 北浦竜次、プロ野球選手
- 1月13日 - 久保田沙矢香、元ラストアイドル
- 1月14日 - 林田美学、アナウンサー
- 1月16日 - 西満里奈、元SKE48
- 1月17日 - 内山あみ、タレント、元3B junior、元KAGAJO☆4S、元ロッカジャポニカ
- 1月18日 - 安倍乙、女優 (劇団4ドル50セント)、グラビアアイドル
- 1月18日 - 久保田紗友、女優
- 1月18日 - Rei©️hi、歌手、ラッパー
- 1月19日 - 伊藤あさひ、俳優
- 1月19日 - 岡田悠希、プロ野球選手
- 1月19日 - 佐藤七海、女優、元AKB48
- 1月19日 - 松岡はな、元HKT48
- 1月19日 - 菊池柚花、タレント
- 1月21日 - 小西詠斗、俳優
- 1月21日 - 佐々木舞香、=LOVE
- 1月21日 - 夏目かな、女優
- 1月21日 - 綱島龍生、元プロ野球選手
- 1月22日 - 蒲地志奈、元AKB48
- 1月22日 - 椋木蓮、プロ野球選手
- 1月23日 - 斎藤あみり、AV女優
- 1月23日 - 古谷柚里花、アップアップガールズ（仮）
- 1月24日 - 五十嵐彩季、レスリング選手
- 1月24日 - 田中偉登、俳優
- 1月24日 - 華山志歩、タレント、元はちみつロケット、元チーム大王イカ、元3B junior
- 1月24日 - 湯浅大、プロ野球選手
- 1月25日 - 長谷川涼香、競泳選手
- 1月26日 - 泉谷駿介、陸上競技選手
- 1月27日 - 瀬戸勇次郎、柔道家
- 1月27日 - 平良達郎、総合格闘家
- 1月28日 - 板橋美波、飛込競技選手
- 1月28日 - 田中芽衣、ファッションモデル、女優
- 1月28日 - 夢乃、ファッションモデル
- 1月30日 - 駒木根葵汰、俳優、モデル、タレント
- 1月30日 - 鈴木芽生菜、アップアップガールズ（仮）
- 1月30日 - 西田有志、バレーボール選手
- 1月30日 - 明日葉みつは、AV女優
- 1月31日 - 宇井真白、元HKT48
- 1月31日 - 大原梓、女優、グラビアアイドル
- 1月31日 - カヨン、元ザ・コインロッカーズ
- 1月31日 - 橋村理子、元アップアップガールズ（2）
- 1月31日 - 山本拓実、プロ野球選手

### 2月
- 2月1日 - 星野亜門、元子役
- 2月2日 - 大鈴はるみ、仮面女子スチームガールズ
- 2月2日 - 音羽かのん、女優、元ハコイリ♡ムスメ、元bob up.
- 2月2日 - 藤野涼子、女優
- 2月2日 - 村上宗隆、プロ野球選手
- 2月3日 - 伊藤康祐、プロ野球選手
- 2月3日 - 太田和さくら、グラビアアイドル、元KissBee
- 2月3日 - 斎藤アリーナ、ミュージシャン
- 2月3日 - 杉浦花菜、元子役
- 2月3日 - 谷口茉妃菜、STU48
- 2月4日 - 大場花菜、=LOVE
- 2月4日 - 近藤あさみ、グラビアアイドル、元ジュニアアイドル
- 2月5日 - 菅波美玲、≠ME
- 2月6日 - 野口準、俳優
- 2月7日 - 依田奈波、タレント、フリーアナウンサー
- 2月9日 - 山口竜弥、サッカー選手
- 2月10日 - 加賀美さら、AV女優
- 2月10日 - 菅沼菜々、プロゴルファー
- 2月10日 - 滝口きらら、ゑんら、元KAGUYA
- 2月10日 - 野村みな美、元こぶしファクトリー
- 2月10日 - 渡邉史佳、総合格闘家
- 2月11日 - 森田想、女優、元子役
- 2月11日 - 本田竜輝、プロレスラー
- 2月12日 - 川津明日香、女優、ファッションモデル、グラビアアイドル
- 2月12日 - 中田陽菜子、女優、元原宿駅前パーティーズ (原宿乙女)
- 2月13日 - 春咲暖、女優、元A応P
- 2月13日 - 戎嶋美有、元女子プロ野球選手
- 2月14日 - 王鵬幸之介、大相撲力士
- 2月15日 - 太田力斗、元子役
- 2月15日 - 工藤ひなき、タレント、元A応P
- 2月15日 - 羽鳥世那、元子役
- 2月16日 - よよよちゃん、ものまねタレント
- 2月17日 - 梶田冬磨、俳優（+ 2022年）
- 2月19日 - 今村美月、元STU48
- 2月19日 - 松本いちか、AV女優
- 2月19日 - 加藤幸子、ラグビー選手
- 2月19日 - 高橋はな、サッカー選手
- 2月19日 - 森戸知沙希、元モーニング娘。、元カントリー・ガールズ
- 2月21日 - 木下彩音[12]、女優、モデル、タレント
- 2月21日 - 奈良崎とわ、元たこやきレインボー
- 2月21日 - 南端まいな、歌手、元アイドルネッサンス
- 2月21日 - 宮澤佑門、ギタリスト
- 2月21日 - 櫻井優衣、モデル、アイドル
- 2月22日 - 筒井莉子、元HKT48
- 2月23日 - 大出菜々子、女優
- 2月23日 - 髙松智美ムセンビ、陸上競技選手
- 2月24日 - 松濤舞子、ファッションモデル
- 2月24日 - 山田二千華、バレーボール選手
- 2月24日 - 米谷奈々未、元欅坂46
- 2月24日 - 渡邉美穂、元日向坂46
- 2月24日 - 藤井由依、アナウンサー
- 2月25日 - 富田望生、女優
- 2月27日 - 愛宮芽依、グラビアアイドル
- 2月27日 - 古川毅、歌手 (SUPER★DRAGON)、俳優、モデル
- 2月28日 - 安藤ニコ、モデル、女優
- 2月28日 - 大垣勇樹、サッカー選手
- 2月28日 - 上白石萌歌、女優、ファッションモデル、タレント、歌手
- 2月28日 ‐ 高橋恭平[13]、なにわ男子
- 2月28日 - デューク・カルロス、サッカー選手
- 2月29日 - 小川涼、元女優、元タレント、元ファッションモデル

### 3月
- 3月1日 - 片岡千之助、歌舞伎役者
- 3月1日 - 岩淵桃音、元声優
- 3月2日 - 藤崎直、元子役
- 3月2日 - 松田亜美、タレント、女優、元子役
- 3月3日 - 安田悠馬、プロ野球選手
- 3月4日 - 田口華、女優、ファッションモデル、元さくら学院、元子役
- 3月4日 - 唯井まひろ、ヌードモデル、AV女優
- 3月6日 - 頓知気さきな、femme fatale、元青春高校3年C組アイドル部
- 3月7日 - 山田寛人、サッカー選手
- 3月8日 - 鈴木新彩、アナウンサー
- 3月8日 - 住吉輝紗良、フリースタイルスキー選手
- 3月8日 - 武田航介、子役
- 3月8日 - 渡邊璃生、作家、モデル、元ベイビーレイズJAPAN
- 3月9日 - 日下部美愛、ファッションモデル、タレント、女優、元Prizmmy☆
- 3月9日 - SAKIKA、ミュージシャン (GIRLFRIEND)
- 3月10日 - 川嶋紗南、元子役
- 3月10日 - 清水美依紗、歌手
- 3月12日 - 吉住晴斗、元プロ野球選手
- 3月13日 - エアコンぶんぶんお姉さん、お笑い芸人
- 3月14日 - 大西竜平、囲碁棋士
- 3月14日 - 小日向美香、声優
- 3月14日 - 森山未唯、女優、元子役
- 3月15日 - 佐藤亜海、元NMB48
- 3月15日 - 仲村和泉、SKE48
- 3月15日 - 平野優芽、ラグビー選手
- 3月16日 - 森マリア、女優
- 3月17日 - 鈴木勇斗、プロ野球選手
- 3月17日 - 松本純弥、ラグビー選手
- 3月18日 - 小田切美織、元子役
- 3月21日 - 鷹野日南、KissBee（+2020年[14]）
- 3月21日 - 四葉さな、AV女優
- 3月22日 - 乃愛、タレント、モデル、元ael-アエル-、元THE HOOPERS、元little HOOP
- 3月22日 - 渡辺桃、プロレスラー
- 3月23日 - 西村弥菜美、バレーボール選手
- 3月24日 - 鉄戸美桜、元ハコイリ♡ムスメ
- 3月24日 - 双葉ひより、AV女優
- 3月24日 - 小栗操、AV女優
- 3月27日 - 小川麗奈、元こぶしファクトリー
- 3月28日 - 津久井萌、ラグビー選手
- 3月29日 - 江籠裕奈、元SKE48
- 3月29日 - 岡田桃香、元女子プロ野球選手
- 3月29日 - 松島海斗、元子役
- 3月30日 - 祷キララ、女優
- 3月30日 - 平山夢、プロボクサー
- 3月30日 - 深瀬美桜、まねきケチャ
- 3月30日 - マリウス葉、元Sexy Zone
- 3月31日 - 長谷川ニイナ、元タレント

### 4月
- 4月1日 - 岩花詩乃、元HKT48
- 4月1日 - 岸本ゆめの、つばきファクトリー
- 4月1日 - 柊くるみ、プロレスラー
- 4月2日 - 石井快征、サッカー選手
- 4月2日 - 熊谷彩春、女優
- 4月2日 - 土居豪人、プロ野球選手
- 4月3日 - 奥野耕平、サッカー選手
- 4月3日 - 垣越建伸、プロ野球選手
- 4月3日 - 武藤愛莉、タレント、女優、歌手、元子役
- 4月4日 - 戸郷翔征、プロ野球選手
- 4月5日 - 池髙暢希、サッカー選手
- 4月5日 - 木全翔也、JO1
- 4月5日 - 福地妃菜美、アナウンサー
- 4月6日 - 奥山理々嘉、バスケットボール選手
- 4月6日 - 水杉玲奈、バレーボール選手
- 4月6日 - 黒長桃可、元女子プロ野球選手
- 4月7日 - 石井蒼月、元子役
- 4月7日 - 岡本將成、サッカー選手
- 4月7日 - 鳥羽海渡、オートバイレーサー
- 4月7日 - 万波中正、プロ野球選手
- 4月7日 - 山田海遊、元子役
- 4月9日 - 坂本花織、フィギュアスケート選手
- 4月10日 - 金花、ゲーム実況者
- 4月11日 - 稲場悠介、水球選手
- 4月11日 - 宇佐卓真、俳優、モデル
- 4月11日 - 大賀咲希、元さくら学院
- 4月11日 - 土屋怜菜、ファッションモデル
- 4月13日 - 大平祥生、JO1
- 4月14日 - 鈴木美羽、ファッションモデル、女優、タレント
- 4月14日 - ソーズビー航洋、タレント
- 4月14日 - 平野美宇、卓球選手
- 4月15日 - 岡田結実、ファッションモデル、女優、タレント
- 4月17日 - 吉田優利、プロゴルファー
- 4月18日 - 大園玲、櫻坂46
- 4月18日 - 嶋村るい、元子役
- 4月18日 - 吉永昇偉、サッカー選手
- 4月19日 - 根尾昂、プロ野球選手
- 4月19日 - 羽月隆太郎、プロ野球選手
- 4月20日 - 平川怜、サッカー選手
- 4月20日 - 務台慎太郎、プロアイスホッケー選手
- 4月20日 - 権平優斗、プロアイスホッケー選手
- 4月21日 - 梶原凪、タレント
- 4月21日 - 古谷拓郎、プロ野球選手
- 4月22日 - 吉村玲美、陸上競技選手
- 4月24日 - 岩﨑萌花、元AKB48
- 4月25日 - 岩田ちひろ、L・I・E・P、元SPL∞ASH
- 4月26日 - 野口衣織、=LOVE
- 4月26日 - 浜浦彩乃、女優、元こぶしファクトリー
- 4月26日 - 福島隼斗、サッカー選手
- 4月26日 - 間島和奏、ラストアイドル
- 4月27日 - 鈴木リカルド、テコンドー選手
- 4月27日 - 石田陸、プロアイスホッケー選手
- 4月28日 - 石田吉平、ラグビー選手
- 4月28日 - 中元みずき、歌手
- 4月30日 - 樋渡結依、タレント、元AKB48、元子役

### 5月
- 5月1日 - 山本有真、陸上選手
- 5月4日 - 大前喬一、元子役
- 5月4日 - ジャン海渡、歌手 (SUPER★DRAGON)、俳優、ファッションモデル
- 5月4日 - 谷地宙、ノルディック複合選手
- 5月4日 - 高橋海音、元女子プロ野球選手
- 5月5日 - 与田祐希、乃木坂46
- 5月6日 - 金城碧海、JO1
- 5月6日 - 染野有来、女優、モデル、グラビアアイドル
- 5月6日 - 藤原恭大、プロ野球選手
- 5月7日 - 原田葵、アナウンサー、元櫻坂46
- 5月8日 - 小野莉奈、女優
- 5月8日 - 三好杏依、女優、元子役
- 5月9日 - 奏音かのん、AV女優
- 5月9日 - 関根瞳、声優
- 5月10日 - かとゆり、インフルエンサー、元グラビアアイドル
- 5月11日 - 近藤真琴、元dela
- 5月11日 - 長久玲奈、シンガーソングライター、モデル、元AKB48
- 5月11日 - 角田裕毅、レーシングドライバー
- 5月11日 - 湯山敦紀、元子役
- 5月12日 - 塩見真希、卓球選手
- 5月14日 - 石川真佑、バレーボール選手
- 5月16日 - 塚本凪沙、モデル、元原宿駅前パーティーズ (ふわふわ、原宿乙女)
- 5月16日 - 城間瑠正、大相撲力士
- 5月17日 - 杉井颯、サッカー選手
- 5月17日 - 長月翠、タレント、元ラストアイドル
- 5月17日 - 松井珠紗、プロレスラー、女優
- 5月18日 - 石尾崚雅、サッカー選手
- 5月18日 - 喜多乃愛、女優
- 5月19日 - 勝隆一、俳優
- 5月19日 - 永田花菜、ラグビー選手
- 5月19日 - 横井ゆは菜、フィギュアスケート選手
- 5月20日 - 浅井七海、元AKB48
- 5月20日 - 澁谷武尊、元子役
- 5月20日 - 野田紗月、アーチェリー選手
- 5月20日 - 葵成美、レースクイーン、グラビアモデル
- 5月21日 - たけのこ、小説家
- 5月21日 - 村上なつみ、フリーキャスター、気象予報士
- 5月22日 - 尾上美月、元AKB48
- 5月22日 - 勝又温史、プロ野球選手
- 5月24日 - 遠藤純、サッカー選手
- 5月25日 - 橋本陽菜、AKB48
- 5月26日 - 野原衣純、ミュージシャン (朝日に檸檬)、元ザ・コインロッカーズ
- 5月26日 - 宮代大聖、サッカー選手
- 5月27日 - 古江彩佳、プロゴルファー
- 5月28日 - 大谷芽生、ラグビー選手
- 5月28日 - 結城彩乃、柔道選手
- 5月29日 - 久米航太郎、サッカー選手
- 5月29日 - 中神拓都、プロ野球選手
- 5月29日 - 西山乃利子、タレント、元Parfait
- 5月29日 - 齊藤英里、女優
- 5月30日 - 青山新、演歌歌手
- 5月30日 - 鈴木冬一、サッカー選手
- 5月31日 - 岩田望来、競馬騎手
- 5月31日 - 鈴木毬花、声優
- 5月31日 - 檀崎竜孔、サッカー選手

### 6月
- 6月1日 - 磯貝花音、元STU48
- 6月1日 - 羽野瑠華
- 6月2日 - 工藤優、元子役
- 6月3日 - 引地秀一郎、プロ野球選手
- 6月4日 - 榎本樹、サッカー選手
- 6月4日 - 外処茅優、柔道選手
- 6月5日 - 佐藤智輝、プロ野球選手
- 6月6日 - Vaundy、シンガーソングライター
- 6月6日 - 山内つばさ、シンガーソングライター、元NMB48
- 6月6日 - 中川莉奈、元女子プロ野球選手
- 6月7日 - 小園海斗、プロ野球選手
- 6月7日 - 瀬古歩夢、サッカー選手
- 6月7日 - 竹内さりあ、FES☆TIVE
- 6月7日 - 田中優香、元HKT48
- 6月7日 - 大の里泰輝、大相撲力士（第75代横綱）
- 6月8日 - 髙橋祐理、歌手 (Zero PLANET)、俳優、モデル
- 6月9日 - 白坂みあん、元AV女優
- 6月9日 - 中村彩賀、CBCテレビアナウンサー
- 6月11日 - 山谷侑士、サッカー選手
- 6月12日 - 小林歌穂、私立恵比寿中学
- 6月13日 - 天野菜月、モデル、女優
- 6月13日 - 坂口風詩、モデル
- 6月13日 - 田宮裕涼、プロ野球選手
- 6月13日 - 成澤愛実、元ザ・コインロッカーズ
- 6月13日 - 中根舞美、テレビ東京アナウンサー
- 6月14日 - 河野ゆかり、タレント
- 6月15日 - 宗雪里香、STU48
- 6月16日 - 渡邉奏人、元子役
- 6月17日 - 増田陸、プロ野球選手
- 6月17日 - 佐藤祐羅、グラビアアイドル、女優
- 6月18日 - 松井義弥、元プロ野球選手
- 6月18日 - 里菜、CROWN POP
- 6月20日 - 内村莉彩、元SUPER☆GiRLS
- 6月20日 - 直江大輔、プロ野球選手
- 6月20日 - 玖麗さやか、プロレスラー
- 6月21日 - 箭内夢菜、女優、ファッションモデル、タレント
- 6月22日 - 角ゆりあ、元NGT48
- 6月22日 - 団野大成、競馬騎手
- 6月23日 - 椿直起、サッカー選手
- 6月23日 - 三國ケネディエブス、サッカー選手
- 6月24日 - 熊谷瑠衣、元子役
- 6月24日 - 島村嬉唄、きゅるりんってしてみて、元カントリー・ガールズ
- 6月24日 - 沼田翔平、プロ野球選手
- 6月24日 - 宮﨑若菜、キックボクサー
- 6月25日 - 柿木蓮、プロ野球選手
- 6月25日 - 黒木ひかり、モデル、女優、タレント
- 6月26日 - 野村佑希、プロ野球選手
- 6月27日 - 福岡慎平、サッカー選手
- 6月28日 - 菅原由勢、サッカー選手
- 6月29日 - あにお天湯、グラビアアイドル
- 6月29日 - 陽向菜友、女優
- 6月30日 - 加藤勇也、歌手 (Zero PLANET)、俳優、ファッションモデル

### 7月
- 7月1日 - 篠原葵、まねきケチャ
- 7月1日 - ぴろぴ、YouTuber
- 7月4日 - 池江璃花子、競泳選手
- 7月4日 - 喜田陽、サッカー選手
- 7月4日 - 嶺百花、アナウンサー
- 7月4日 - Jona
- 7月5日 - 池田楓、SKE48
- 7月5日 - 小俣絵里佳、モデル
- 7月5日 - 田村愛美鈴、元ザ・コインロッカーズ
- 7月5日 - 岩橋さき、元chuLa、歌手
- 7月5日 - 神龍誠、総合格闘家
- 7月6日 - 岡田翔大郎、俳優
- 7月6日 - 廣本江瑠香、プロボクサー
- 7月7日 - 釈迦遺、モデル、アイドル
- 7月7日 - 傳彩夏、歌手 (OnePixcel)、モデル、女優
- 7月7日 - 早田ひな、卓球選手
- 7月7日 - 撫子、キックボクサー
- 7月8日 - 佐藤佳奈子、元子役
- 7月9日 - 素根輝、柔道選手
- 7月11日 - 石井僚、サッカー選手
- 7月11日 - 高砂翠、グラビアアイドル
- 7月11日 - 鈴木聖、モデル、女優
- 7月11日 - 村雨芙美、グラビアアイドル
- 7月13日 - 高橋瑠璃、柔道選手
- 7月13日 - 中原弘貴、歌手 (Zero PLANET)、俳優、ファッションモデル
- 7月13日 - 新田みれい、AV女優
- 7月13日 - 秦令欧奈、アナウンサー
- 7月14日 - 阿部詩、柔道選手
- 7月16日 - 西田玲雄、飛込競技選手
- 7月16日 - 早川渚紗、Pimm's、グラビアアイドル
- 7月17日 - 小山玲弥（英語版）、アイスホッケー選手
- 7月17日 - 冨田菜々風、≠ME
- 7月17日 - 森重航、スピードスケート選手
- 7月18日 - 小林友希、サッカー選手
- 7月19日 - 小澤穂南、女優
- 7月19日 - 三田美吹、CROWN POP
- 7月19日 - 8467、モデル、タレント
- 7月20日 - 坂本澪香、モデル、女優
- 7月20日 - 星なこ、AV女優
- 7月21日 - 田口夏実、元こぶしファクトリー
- 7月22日 - 髙橋果鈴、女優、元Prizmmy☆
- 7月22日 - マリナ・アイコルツ、タレント、ナレーター、モデル、女優
- 7月22日 - 武藤小麟、AKB48
- 7月23日 - 梅田透吾、サッカー選手
- 7月23日 - 後藤楽々、フリーアナウンサー、元SKE48
- 7月23日 - 中村桐耶、サッカー選手
- 7月25日 - 石原希望、AV女優
- 7月28日 - 青山舞莉、タレント
- 7月28日 - 中村敬斗、サッカー選手
- 7月28日 - 東俊希、サッカー選手
- 7月28日 - 政田夢乃、プロゴルファー
- 7月29日 - 平川香織、競艇選手、元フィギュアスケート選手
- 7月30日 - 水野達稀、プロ野球選手
- 7月31日 - 新井遥、モデル、グラビアアイドル、タレント、YouTuber
- 7月31日 - 塩川莉世、タレント、元転校少女*

### 8月
- 8月1日 - 福岡聖菜、AKB48
- 8月2日 - 鈴木みな、タレント、歌手 (Who's That Girl)
- 8月2日 - 鈴木まりあ、タレント、歌手 (Who's That Girl)
- 8月2日 - 鈴木裕太、プロ野球選手
- 8月4日 - 杉本愛莉鈴、ファッションモデル、女優、元さくら学院
- 8月4日 - 西村優菜、プロゴルファー
- 8月5日 - 佐藤海里、NGT48
- 8月8日 - 岡田彩夢、元虹のコンキスタドール
- 8月8日 - 森田晃樹、サッカー選手
- 8月9日 - 本間至恩、サッカー選手
- 8月9日 - 石崎涼馬、大相撲力士
- 8月10日 - 小堀倭加、競泳選手
- 8月10日 - 田中菜津美、タレント、元HKT48
- 8月10日 - 森淳奈、元女子プロ野球選手
- 8月10日 - 松本大弥、サッカー選手
- 8月10日 - 矢花黎、ジャニーズJr. (7 MEN 侍)
- 8月11日 - 小池竜暉、歌手 (GENIC)
- 8月11日 - 佐藤妃星、元AKB48
- 8月11日 - 山根涼羽、KLP48・元AKB48
- 8月11日 - 木村葉月、女優、タレント
- 8月12日 - 三田萌日香、女優、歌手 (アイオケ、元FLOWLIGHT)、元ハコイリ♡ムスメ
- 8月13日 - 村上愛花、モデル、女優
- 8月14日 - 平塚日菜、原宿駅前パーティーズ (ふわふわ)、モデル
- 8月15日 - 今井月、競泳選手[15][16][17]
- 8月15日 - 鈴木優香、グラビアアイドル、元AKB48
- 8月16日 - 小林萌花、BEYOOOOONDS
- 8月16日 - 橋本朋夏、わんふぁす！、元ザ・コインロッカーズ
- 8月16日 - 菅田路莞、プロアイスホッケー選手
- 8月17日 - 太田彩夏、SKE48
- 8月17日 - Meik、歌手
- 8月18日 - 織部典成、俳優 (劇団番町ボーイズ☆)、歌手 (銀河団 from 劇団番町ボーイズ☆)
- 8月18日 - 山口航輝、プロ野球選手
- 8月20日 - 島倉りか、BEYOOOOONDS
- 8月20日 - 中野郁海、元AKB48
- 8月21日 - 井狩裕貴、競泳選手
- 8月21日 - 奥野壮、俳優
- 8月21日 - 寺田もも、元ザ・コインロッカーズ
- 8月24日 - 鈴木彩夏、元STU48
- 8月24日 - 花坂椎南、女優
- 8月24日 - 早川聖来、元乃木坂46
- 8月24日 - 竹内聖賀、元女子プロ野球選手
- 8月25日 - 高木美穂、元ラストアイドル
- 8月25日 - 竹内夏紀、元つりビット
- 8月25日 - 桃果、女優、モデル、タレント
- 8月26日 - 奥脇竜哉、ムエタイ選手
- 8月27日 - 濱田龍臣、俳優
- 8月27日 - よしあき、モデル、タレント、YouTuber
- 8月28日 - 村尾三四郎、柔道選手
- 8月29日 - 髙塚夏生、元SKE48
- 8月29日 - 浜辺美波、女優
- 8月29日 - 渡辺まお、AV女優
- 8月30日 - 比嘉琉々香、吉本坂46
- 8月30日 - 横川凱、プロ野球選手
- 8月31日 - 小西結子、元子役
- 8月31日 - 手塚愛乃、元ザ・コインロッカーズ
- 8月31日 - 松岡洸希、プロ野球選手

### 9月
- 9月1日 - 醍醐虎汰朗、俳優
- 9月1日 - 畠田瞳、体操競技選手
- 9月1日 - 佐藤新、俳優、歌手、IMP.
- 9月2日 - 八掛うみ、AV女優、YouTuber
- 9月2日 - 七嶋舞、AV女優
- 9月2日 - 松井奏、俳優、歌手、IMP.
- 9月2日 - 阿部泰河、プロアイスホッケー選手
- 9月3日 - 浅倉樹々、元つばきファクトリー
- 9月3日 - 八木奈々、AV女優
- 9月4日 - HANNA、元ザ・コインロッカーズ
- 9月5日 - 神岡実希、女優、元ハコイリ♡ムスメ
- 9月5日 - 五城せのん、グラビアアイドル
- 9月5日 - 藤原志龍、サッカー選手
- 9月5日 - メイン平、ラグビー選手
- 9月6日 - 三上実穂、元女子プロ野球選手
- 9月7日 - 山田龍聖、プロ野球選手
- 9月8日 - 大内一生、サッカー選手
- 9月9日 - 髙橋美紗稀、モデル、元ザ・コインロッカーズ
- 9月9日 - 森日向子、AV女優
- 9月10日 - 浦西ひかる、モデル、YouTuber
- 9月10日 - 野村大樹、プロ野球選手
- 9月11日 - 名取鉄平、レーシングドライバー
- 9月12日 - 坂本愛玲菜、元HKT48
- 9月12日 - ミッシェル愛美、モデル
- 9月13日 - 関川郁万、サッカー選手
- 9月13日 - 我妻桃実、女優、元ハコイリ♡ムスメ
- 9月14日 - 濱田太貴、プロ野球選手
- 9月14日 - 渚恋生、AV女優
- 9月16日 - 高畑奎汰、サッカー選手
- 9月17日 - 飯野芹菜、元子役
- 9月18日 - 藤井直樹、ジャニーズJr. (元美 少年)
- 9月20日 - MINA、ミュージシャン (GIRLFRIEND)
- 9月21日 - 小幡竜平、プロ野球選手
- 9月21日 - 和宥、俳優、元子役
- 9月21日 - 冨高日向子（英語版）、フリースタイルスキー選手
- 9月21日 - 渡邉勇太朗、プロ野球選手
- 9月22日 - 里吉うたの、BEYOOOOONDS
- 9月23日 - 坂巻有紗、モデル、YouTuber
- 9月23日 - 山下光（英語版）、アイスホッケー選手
- 9月23日 - 大仁田美咲、朝日放送テレビアナウンサー
- 9月25日 - 幾田りら、シンガーソングライター (YOASOBI、ぷらそにか)
- 9月25日 - 堤雪菜、声優、元A応P
- 9月25日 - 中島すみれ、ミュージシャン (元ギミテック)、元ザ・コインロッカーズ
- 9月26日 - 前田令子、元NMB48
- 9月27日 - 地頭江音々、HKT48
- 9月27日 - Яuu、元ザ・コインロッカーズ
- 9月28日 - 白井沙樹、元さくら学院
- 9月28日 - 白井友紀乃、元SKE48
- 9月28日 - 望月歩、俳優
- 9月29日 - 小野瑞歩、つばきファクトリー
- 9月29日 - 萩田帆風、元SUPER☆GiRLS
- 9月29日 - マーシュ彩、ファッションモデル、女優
- 9月30日 - 中野寛太、柔道選手

### 10月
- 10月1日 - 小玉梨々華、わーすた
- 10月1日 - 古澤愛、元NGT48
- 10月4日 - 佐々木歩夢、オートバイレーサー
- 10月5日 - 上野鈴華、女優
- 10月5日 - 桑原海人、サッカー選手
- 10月7日 - 中野恵那、ファッションモデル、タレント
- 10月7日 - 新原泰佑、俳優、ダンサー
- 10月7日 - 籾井あき、バレーボール選手
- 10月7日 - 薮下楓、元STU48
- 10月8日 - 山本瑚々南、モデル、女優
- 10月9日 - 入江聖奈、アマチュアボクシング選手
- 10月10日 - 佐野雄大、INI
- 10月10日 - 萩谷楓、陸上競技選手
- 10月10日 - 山本瑠香、タレント、元AKB48
- 10月12日 - 堀優衣、歌手
- 10月14日 - 川越紗彩、元NGT48
- 10月14日 - 宍戸里帆、AV女優
- 10月14日 - 平井菜生、元女子プロ野球選手
- 10月16日 - 小西はる、女優、モデル
- 10月16日 - 八木優希、女優、元子役
- 10月17日 - 土肥圭太、フリークライマー
- 10月18日 - 鏑木海智、元子役
- 10月18日 - 波崎天結、グラビアアイドル
- 10月19日 - 越後はる香、女優
- 10月19日 - 田中法彦、プロ野球選手
- 10月21日 - 伊藤美誠、卓球選手
- 10月22日 - 五代目中村玉太郎、歌舞伎役者
- 10月23日 - 横道侑里、女優、タレント、元AKB48
- 10月24日 - 秋吉優花、HKT48
- 10月25日 - 板垣瑞生、俳優
- 10月26日 - 見上愛、女優
- 10月27日 - ひめか、キャバクラ嬢
- 10月27日 - 柊太朗、俳優
- 10月28日 - 下青木香鈴、元AKB48
- 10月28日 - 中山莉子、私立恵比寿中学
- 10月28日 - 山口尚秀、パラ競泳選手
- 10月29日 - 石野理子、歌手 (赤い公園)、元アイドルネッサンス
- 10月29日 - 庄司なぎさ、ワンチャンアリーナ、元ハープスター、元AKB48
- 10月29日 - 弘津悠、ラグビー選手
- 10月29日 - 大坪彩織、元琉球放送アナウンサー
- 10月29日 - 山本空良、総合格闘家
- 10月30日 - 橋本涼、ジャニーズJr. (HiHi Jets)
- 10月30日 - 宮﨑想乃、元HKT48
- 10月31日 - 井上瑞稀、ジャニーズJr. (HiHi Jets)
- 10月31日 - 勝又彩央里、タレント、元AKB48

### 11月
- 11月1日 - アペルカンプ真大、サッカー選手
- 11月2日 - 青海ひな乃、SKE48
- 11月2日 - 浅見めい、タレント、クリエイター (くれいじーまぐねっと)
- 11月2日 - 小林愛理奈、キックボクサー
- 11月2日 - JUNNA、歌手
- 11月2日 - 長友彩海、AKB48
- 11月4日 - 阿部寿世、声優、fripSide
- 11月5日 - 大塚達宣、バレーボール選手
- 11月5日 - くしなあゆ（兼崎杏優）、女優
- 11月6日 - 広瀬崚（英語版）、クロスカントリースキー選手
- 11月7日 - 大塚七海、NGT48
- 11月7日 - 山本花織、元CROWN POP
- 11月8日 - 倉野尾成美、AKB48
- 11月8日 - 来栖りん、26時のマスカレイド
- 11月8日 - 福田愛依、女優、タレント
- 11月8日 - 古澤里紗、CUTIE STREET
- 11月8日 - 松本璃奈、自転車競技選手
- 11月8日 - 水野舞菜、元ラストアイドル
- 11月8日 - ミユキエンジェル、豆柴の大群
- 11月8日 - 紫月杏朱彩、声優
- 11月8日 - 岡本愛衣、アナウンサー
- 11月9日 - SHIROTA.、映像クリエイター
- 11月9日 - 中島凱斗、モデル、元子役
- 11月9日 - 松井遥南、モデル
- 11月10日 - 八木ひなた、FES☆TIVE、元なんきんペッパー、元ぷちぱすぽ☆
- 11月11日 - 花音うらら、AV女優
- 11月14日 - 清原梨央、ミュージシャン (きみとバンド)、元ラストアイドル
- 11月15日 - 岡亮、元子役
- 11月15日 - 蜜美杏、AV女優
- 11月15日 - 山下航汰、元プロ野球選手
- 11月16日 - 磯野莉音、元さくら学院
- 11月16日 - 岩間妃南子、元ラストアイドル
- 11月16日 - 林晃汰、プロ野球選手
- 11月17日 - 藤崎未夢、NGT48
- 11月17日 - 峰島こまき、ナナランド
- 11月18日 - 根岸可蓮、元たこやきレインボー
- 11月19日 - 聞間彩、タレント、元つりビット
- 11月20日 - 浦明澄、柔道選手
- 11月20日 - Mega Shinnosuke、ミュージシャン
- 11月20日 - 山口まゆ、女優
- 11月22日 - 谷晃生、サッカー選手
- 11月23日 - 菅原りこ、女優、タレント、元NGT48
- 11月24日 - 廣中璃梨佳、陸上競技選手
- 11月24日 - 森平莉子、HIGH SPIRITS、元SKE48
- 11月25日 - 福本莉子、女優
- 11月26日 - 宜保翔、プロ野球選手
- 11月26日 - 黒木麗奈、モデル、タレント
- 11月26日 - 佐野愛花、CUTIE STREET
- 11月27日 - 緑川優愛、FES☆TIVE
- 11月29日 - 黒宮れい[18]、ミュージシャン (BRATS)、元The Idol Formerly Known As LADYBABY、元ジュニアアイドル
- 11月29日 - 高岡薫、元AKB48
- 11月29日 - 東藤なな子、バスケットボール選手
- 11月30日 - 樋口幸平、俳優

### 12月
- 12月1日 - 安藤永吉、プロアイスホッケー選手
- 12月2日 - 尾碕真花、女優、元X21
- 12月2日 - 駒井蓮[19]、女優、ファッションモデル
- 12月5日 - 福本まなか、歌手、元Little Glee Monster
- 12月6日 - 大場結女、元ラストアイドル、元JamsCollection
- 12月7日 - 石橋康太、プロ野球選手
- 12月7日 - 前田旺志郎、お笑いタレント (まえだまえだ)、俳優、元子役
- 12月8日 - 三上紗也可、飛込競技選手
- 12月9日 - 秋山裕紀、サッカー選手
- 12月9日 - 犬飼直紀、俳優
- 12月11日 - 鶴房汐恩、JO1
- 12月11日 - 松本日向、グラビアイドル、元HKT48
- 12月11日 - 吉田凜音、歌手
- 12月12日 - 川原陸、プロ野球選手
- 12月12日 - 横野すみれ、グラビアイドル、元NMB48
- 12月12日 - 渡辺菜月、STU48
- 12月14日 - 中里萌、タレント、元子役
- 12月15日 - 奥井那我人、俳優
- 12月16日 - 伊藤桃々、ファッションモデル
- 12月18日 - 尾﨑舞美、歌手 (BicFooters)、YouTuber、元STU48
- 12月18日 - 杉浦琴音、元NMB48
- 12月18日 - 前田彩佳、元AKB48
- 12月19日 - 河合優実、女優
- 12月21日 - 杉本愛里、ファッションモデル、女優
- 12月22日 - 上月壮一郎、サッカー選手
- 12月22日 - 阪田マリン、歌手、インフルエンサー
- 12月23日 - 阿久津仁愛、俳優
- 12月23日 - 坂口渚沙、LarmeR、元AKB48
- 12月23日 - 橋田舞子、水球選手
- 12月24日 - 安田祐香、プロゴルファー
- 12月25日 - 浅野杏奈、女優、元マジカル・パンチライン
- 12月25日 - 田川隼嗣、元俳優
- 12月25日 - 宮本葉月、飛込競技選手
- 12月25日 - 山中柚乃、陸上競技選手
- 12月26日 - 谷川聖、YouTuber、元AKB48
- 12月26日 - 藤井陽也、サッカー選手
- 12月27日 - 益子京右、プロ野球選手
- 12月27日 - 白石まゆみ、女優、元東京flavor
- 12月28日 - 佐久間乃愛、モデル
- 12月28日 - ハナエモンスター、元豆柴の大群
- 12月28日 - 宮川愛李、歌手
- 12月30日 - 栗山梨奈、HKT48
- 12月30日 - 小池克典、ショートトラック選手
- 12月30日 - 的場華鈴、虹のコンキスタドール
- 12月31日 - 石安伊、元HKT48
- 12月31日 - 今田舞、山梨放送アナウンサー